# I Feel So Far Away: Anthology 1974–1998
I Feel So Far Away: Anthology 1974–1998 je kompilační dvojalbum, složené z nahrávek Maureen Tuckerové. Album vyšlo 27. března 2012 pod značkou Sundazed Records. Album obsahuje jak písně skupiny The Velvet Underground, tak i její sólové skladby. Album obsahuje i skladbu „Last Night I Said Goodbye to My Friend“, kterou v roce 1996 skupina The Velvet Underground zahrála při uvádění do Rock and Roll Hall of Fame a věnovala jí zesnulému kytaristovi Sterlingu Morrisonovi.

## Seznam skladeb
| Disk 1 | Disk 1                          | Disk 1                                                      | Disk 1 |
| Pořadí | Název                           | Autor                                                       | Délka  |
| ------ | ------------------------------- | ----------------------------------------------------------- | ------ |
| 1.     | Bo Diddley                      | Ellas McDaniel                                              | 3:51   |
| 2.     | Heroin                          | Lou Reed                                                    | 8:45   |
| 3.     | Slippin' and Slidin'            | Richard Penniman, Edwin Bocage, Albert Collins, James Smith | 4:24   |
| 4.     | Around and Around               | Chuck Berry                                                 | 3:44   |
| 5.     | Will You Love Me Tomorrow?      | Gerry Goffin, Carole King                                   | 4:19   |
| 6.     | Ellas                           | Maureen Tuckerová                                           | 6:02   |
| 7.     | I'm Sticking with You           | Lou Reed                                                    | 2:26   |
| 8.     | Guess I'm Falling in Love       | Lou Reed, John Cale, Sterling Morrison, Maureen Tuckerová   | 4:26   |
| 9.     | Andy                            | Maureen Tuckerová                                           | 5:08   |
| 10.    | Hey Mersh!                      | Maureen Tuckerová                                           | 3:16   |
| 11.    | Pale Blue Eyes                  | Lou Reed                                                    | 6:43   |
| 12.    | Chase                           | Maureen Tuckerová                                           | 8:06   |
| 13.    | Talk So Mean (alternativní mix) | Maureen Tuckerová                                           | 8:52   |
| 14.    | Do It Right                     | Jad Fair, Daniel Johnston                                   | 3:11   |

| Disk 2 | Disk 2                                 | Disk 2                                     | Disk 2 |
| Pořadí | Název                                  | Autor                                      | Délka  |
| ------ | -------------------------------------- | ------------------------------------------ | ------ |
| 1.     | Fired Up (singlová verze)              | Maureen Tuckerová                          | 3:49   |
| 2.     | Too Shy (singlová verze)               | Maureen Tuckerová                          | 3:30   |
| 3.     | That's B.A.D.                          | Maureen Tuckerová                          | 4:58   |
| 4.     | Lazy                                   | Maureen Tuckerová                          | 2:26   |
| 5.     | Blue All the Way to Canada             | Maureen Tuckerová                          | 3:52   |
| 6.     | Then He Kissed Me                      | Phil Spector, Ellie Greenwich a Jeff Barry | 2:28   |
| 7.     | Fired Up                               | Maureen Tuckerová                          | 3:58   |
| 8.     | I'm Not                                | Maureen Tuckerová                          | 6:48   |
| 9.     | I'm Waiting for the Man                | Lou Reed                                   | 5:27   |
| 10.    | Spam Again                             | Maureen Tuckerová                          | 4:57   |
| 11.    | Crackin' Up                            | Maureen Tuckerová                          | 4:53   |
| 12.    | I've Seen into Your Soul               | Maureen Tuckerová                          | 5:40   |
| 13.    | Danny Boy                              | Frederic Weatherly                         | 5:26   |
| 14.    | Poor Little Fool                       | Maureen Tuckerová                          | 4:51   |
| 15.    | I Wanna                                | Maureen Tuckerová                          | 2:55   |
| 16.    | To Know Him Is to Love Him             | Phil Spector                               | 2:36   |
| 17.    | Last Night I Said Goodbye to My Friend |                                            | 2:50   |
| 18.    | After Hours                            | Lou Reed                                   | 2:32   |